# Daigaku-ryō
Le Daigaku-ryō (大学寮) est un ancien établissement d'enseignement impérial du Japon, fondée à la fin du VIIe siècle. Le Daigaku-ryō est antérieur à l'époque de Heian et se poursuit sous diverses formes jusqu'au début de l'ère Meiji. Le directeur du Daigaku-ryō est appelé Daigaku-no-kami.
Le Daigaku-ryō se trouve près du Suzaku Mon, à la limite sud de maillage de Kyoto. Au cours du XIIe siècle, le bâtiment original est détruit par le feu et n'est pas reconstruit.

## Organisation Ritsuryō
Le Daigaku-ryō est réorganisé en 701. Il est intégré au Shikibu-shō (式部省), le Ministère des Services civils également connu sous le nom de « Ministère de la direction législative et de l'Instruction publique ». Entre autres fonctions, ce ministère recueille et conserve les archives biographiques des sujets méritants et ceux qui sont appelés à exercer les fonctions du ministère sont formés au Daigaku-ryō.
Le Directeur ou chef de l'académie (大学頭, Daigaku-no-kami) est responsable de l'examen des étudiants et de la célébration des fêtes associées à Confucius et ses disciples.
Les autorités éducatives associées au Daigaku-ryō sont :
- Des spécialistes de l'histoire du Japon et de la Chine (紀伝博士, Kiden hakase?)[2].
- Des spécialistes des ouvrages chinois classiques (明経博士, Myōgyō hakase?)[2].
- Des spécialistes du droit japonais et chinois (明法博士, Myōbō hakase?)[2].
- Des spécialistes des mathématiques (算博士, San hakase?)[2].
- Des instructeurs de la littérature japonaise et chinoise (直講, Chok'kō?), deux positions[2].
- Des instructeurs de la prononciation des mots (音博士, On hakase?), deux positions[2].
- Des instructeurs de la calligraphie (書博士, Sho hakase?), deux positions[2].

L'empereur Tenji établit le Daigaku-ryō (« Académie ») afin de préparer les fils sélectionnés de la noblesse pour une carrière au gouvernement,.
Au début, le programme se compose principalement des Classiques chinois et de l'histoire chinoise,,.
L'apprentissage du chinois prospère au IXe siècle et le programme de l'Académie voit une augmentation des compositions littéraires basées sur les livres chinois Wen Xuan, Shiji et les livres des Han et des Han tardifs.

## Histoire
Le prince Yamabe est Daigaku-no-kami en 766 (ère Tenpyō-jingo 2).
L'institution est devenue une coquille vide à l'époque de l'ère Engi (901-923), mais elle connaît un léger regain d'intérêt sous le patronage de l'empereur Daigo.
- Le 27 mai 1177 (ère Angen 3, 28e jour, 4e mois), un incendie réduit en cendres le bâtiment de l'Université[11].